# Alstroemeria presliana
Alstroemeria presliana är en alströmeriaväxtart som beskrevs av Herb.. Alstroemeria presliana ingår i släktet alströmerior, och familjen alströmeriaväxter.

## Underarter
Arten delas in i följande underarter:
- A. p. australis
- A. p. presliana